# Hypoponera viri
Hypoponera viri är en myrart som först beskrevs av Santschi 1923.  Hypoponera viri ingår i släktet Hypoponera och familjen myror. Inga underarter finns listade i Catalogue of Life.